# Хокер тајфун
Хокер Тајфун (енгл. Hawker Typhoon) је био британски једносједи ловац и ловац-бомбардер, кога је производила фабрика Хокер Еркрафт (Hawker Aircraft). Насљедник авиона Тајфун је Хокер темпест. Тајфун је у РАФ-у био познат под надимком „Тифи“.

## Развој
Конструктор Сидни Кем (Sidney Camm) је почео да прави планове за нови авион и прије него што је почела производња ловца Хокер харикен, 1937. године.
Његови планови су се базирали на масивним новим моторима у развоју, Напијер Сејбр (Napier Sabre) и Ролс Ројс Вулчр (Rolls-Royce Vulture) који су обећавали снагу од преко 2000 КС.
Харикен је у то вријеме (1937) био опремљен Мерлин (Merlin) мотором од 1000 КС.
Основна намјена овог авиона је била да замјени Хокер харикен као ловачки авион у саставу РАФ-а.
У конструкцији авиона, кориштени су испробани методи испробани на Харикену, и због тога је авион завршио са дебелим крилом превеликог распона, што је практично ограничило његове способности (као и код Харикена).
Проблеми су укључивали вибрације репа (и отпадање код раних верзија) при великим брзинама, превелике вибрације авиона због снажног мотора, „лепршање“
(flutter) крилаца при већим брзинама, улазак испушних гасова у кабину и друго.
Производња авиона је почела 1941.
Многобројни проблеми и недовољна брзина лета су на крају допринијели да авион буде више коришћен за нападе на земаљске циљеве, јер је већина проблема отклоњена тек 1943. кад је потреба за ловцима у Британији већ била испуњена са другим типовима. 

## У борби
Приликом уласка у оперативну употребу, Тајфун се показао разочаравајући. Мала брзина пењања, испод просјечна покретљивост и слабе перформансе изнад 7.000 m су умало узроковале прекид производње. Али на мањим висинама авион се добро показао. Крајем 1942. су почели са пресретањима ФВ-190 изнад јужне Енглеске. 
Међутим тек у 1943. су проблеми са мотором и конструкцијом потпуно отклоњени, и тад је постало јасно да је Тајфун боље употребљив за нападе на земаљске циљеве. Дизајн је тад прилагођен у ловац-бомбардер, носећи до 900 Кг бомби или неколико ракета ваздух-земља.
У улози напада на земаљске циљеве, авион се показао одлично, користећи своје топове 20 mm и ракетна зрна од 60 фунти (60 lb). Нарочито су се истакли у нападима на њемачке оклопне јединице у Нормандији.
Тајфун пилот са највећим бројем ваздушних побједа је британски ас Џон Роберт Балдвин (Wing Commander John Robert Baldwin) са 15 побједа од 1942-1944.

## Карактеристике
Ловац и ловац-бомбардер
- Посада: један пилот
- Први лет: Фебруар, 1940.
- Ушао у употребу: 1941.
- Произвођач: Хокер (Hawker)

Димензије
- Дужина: 	9.73
- Размах: 	12.67
- Висина:	4.66
- Површина крила: 	23.13

Масе
- Празан: 	4445
- Оптерећен: 	5170
- Максимална полетна маса: 6340

Погонска група
- Мотор: један, Напијер Сејбр (Napier Sabre) 2Ц Х-24 2260 КС (1685 KW) са текућим хлађењем

## Перформансе
- Максимална брзина: 	650 Km/h на 5485
- Борбени радијус: 	980
- Оперативни плафон: 	10.400
- Брзина уздизања: 	13.4

## Наоружање
- Стрељачко: 4 x 20 mm Хиспано топови,
- Бомбе: 	2 454 Kg бомбе,
- Ракете: 	8 ракета